# Cleistes latiglossa
Cleistes latiglossa är en orkidéart som beskrevs av Frederico Carlos Hoehne. Cleistes latiglossa ingår i släktet Cleistes, och familjen orkidéer. Inga underarter finns listade i Catalogue of Life.